# ポリフィア
ポリフィア (Polyphia) は、2010年にテキサス州プレイノで結成されたインストゥルメンタル・プログレッシブ・メタルバンド。
日本では2016年に1stアルバムmuseと2ndアルバムのRENAISSANCEのアルバムが同時リリースされ、同年9月には初来日ライブも行っている。
メンバーのティム・ヘンソンとスコット・ルペイジは、2019年に発売されたBABYMETALのアルバム『METAL GALAXY』に収録された楽曲「Brand New Day」において、ギターのフィーチャリングゲストとして参加し、2024年5月25・26日にさいたまスーパーアリーナで開催されたBABYMETAL初主催のフェス「FOX_FEST」にて共演が実現した。

## 来歴
2010年に結成。バンド名は「polyphony（ポリフォニー）」という複数の独立した声部からなる音楽を指す多声音楽に由来する。
2013年にリリースされた2nd EP「Inspire」に収録された「Impassion」のギタープレイがYouTubeで注目を浴びバンド人気が拡大、Periphery、ビトウィーン・ザ・ベリード・アンド・ミー、オーガスト・バーンズ・レッドなどのプログレッシブ・メタルコアのアーティストとステージで共演する。
2014年にリリースされた初のフルアルバム「Muse」で、ポップ、ファンク、EDMの要素を取り入れ始め、アルバムには数名のゲストギタリストが参加しており、バンドはこれがインスピレーションの源として挙げている。 アルバムがBillboard Top100にチャートインしたことで、バンドはEqual Vision Recordsと契約し、2015年に再販された。
2016年にリリースされた2枚目のスタジオアルバム「Renaissance」で、バンドはポップ、ヒップホップ、EDMの要素を融合させたスタイルを継続する。
2018年10月12日、3枚目のスタジオアルバム「New Levels New Devils」をリリース。
2022年10月28日、4作目のスタジオアルバム「Remember That You Will Die」をリリース。フィーチャリングアーティストとして参加したスティーヴ・ヴァイとの収録曲「Ego Death」がシングルカットされ、Youtubeで公開されている。同月、レコードセールスをサポートするための15日間のヨーロッパツアーが発表された。
2023年11月24日、初のライブアルバム「Live at the Factory in Deep Ellum」をリリース。このアルバムには、2023年4月14日にテキサス州ダラスの音楽会場であるFactoryで行われた「Remember That You Will Die」ツアーの模様が収録されている。

## 使用機材
ティム・ヘンソンは、アイバニーズとエンドース契約しており、これまでにTHBB10、TOD10N、TOD10およびTOD70の4種類のシグネチャーギターが製作されている。THBB10はローストメイプルネック、Gotoh製トレモロブリッジとロッキングマシンヘッド、専用設計されたDiMarzio製ピックアップ・NOTORIOUSが採用されている 。TOD10Nはティムによって考案された「Tree of Death」と名付けられたインレイがフィンガーボードに施された、ナイロン弦エレクトリックギター。TOD10はローストメイプルネック、TOD10Nと同様の「Tree of Death」のインレイ、Gotoh製トレモロブリッジとロッキングマシンヘッド、Fishman製のFluence Tim Henson Signatureハムバッキングピックアップが採用されている 。TOD70はTOD10の7弦仕様でピックアップにはFishman製のTim Henson Signature7ハムバッキングピックアップが採用されている。また、ティムはNeural-DSPと協力して「Archetype:Tim Henson」というプラグイン・アンプをリリースしており、3種類のシミュレートされたアンプと、ティムのシグネチャーである「Multivoicer」アタッチメントが含まれている  。
スコット・ルペイジもまた、2種類のアイバニーズシグネチャーギター、SLM10とKRYS10が製作されている。SLM10はローストメイプルネック、Gotoh製トレモロブリッジとロッキングマシンヘッド、ネックとミドルに「True Velvet」、ブリッジに「IGNO」のDiMarzio製ピックアップが採用されている。KRYS10はローストメイプルネック、Gotoh製トレモロブリッジとロッキングマシンヘッド、Fishman製の Fluence Scott LePage Signatureハムバッキングピックアップが採用されている 。
クレイ・ゴバーはアイバニーズのベースギターを使用しており、特にSRシリーズのベースを使用している。
クレイ・アーシュリマンはTAMA Drumsのエンドーズド・アーティストで、Meinlシンバルをよく使用している  。

## ディスコグラフィー

### スタジオアルバム
- muse (2014)
- RENAISSANCE (2016)
- New Levels New Devils (2018)
- Remember That You Will Die (2022)

### ライブアルバム
- Live at the Factory in Deep Ellum (2023)

### EP
- Resurrect(2011)
- Inspire (2013)
- The Most Hated (2017)

## メンバー

### 現在のメンバー
- ティモシー・ヘンソン（Timothy Henson）- ギター（2010 - ）通称ティム
- スコット・ルペイジ（Scott LePage）- ギター（2010 - ）
- クレイ・ゴバー（Clay Gober）- ベース（2012 - ）
- クレイ・アーシュリマン（Clay Aeschliman）- ドラム（2016 - ）

### 過去のメンバー
- Brandon Burkhalter – ドラム（2010 - 2014、2015 - 2016）、ボーカル (2010 - 2011）
- Randy Methe – ドラム（2014 - 2015）
- Lane Duskin – ボーカル（2010 - 2012）

## 来日公演

### 単独公演
- Polyphia 1st JAPAN LIVE（2016年）[20]　初来日公演
  - 9月1日 東京 渋谷 duo MUSIC EXCHANGE
- POLYPHIA with Special guest Jason Richardson featuring Luke Holland（2017年）[21]
  - 7月11日 大阪 OSAKA MUSE
  - 7月12日 東京 代官山SPACE ODD
  - 7月13日 東京 渋谷 duo MUSIC EXCHANGE
    - Special Guest - Jason Richardson featuring Luke Holland
    - Opening act - Li-sa-X
- POLYPHIA、COVET NEW LEVELS NEW DEVILS TOUR Japan（2018年）
  - 11月18日 大阪 心斎橋SOMA
  - 11月19日 名古屋 ell. FITS ALL
  - 11月21日 東京 TSUTAYA O-EAST
    - Special Guest - COVET
    - Opening act - Li-sa-X（18日・19日）、Ichika Nito（21日）
- POLYPHIA JAPAN TOUR 2019（2019年）
  - 10月5日 大阪 梅田Shangri-La
  - 10月7日 東京 LIQUIDROOM
- Polyphia Japan 2023（2023年）
  -  6月22日 東京 Zepp DiverCity Tokyo
    -  Opening act - Li-sa-X（20日）、Ichika Nito（22日）
    - 一部メンバーのビザに関する不測の事態により公演キャンセル[22]
- POLYPHIA Japan Tour 2024（2024年）[23]
  - 5月27日 東京 Zepp羽田
  - 5月28日 大阪 なんばHatch
    - Opening act - Li-sa-X

### フェス
- FOX_FEST（2024年）[23]
  - 5月25日・26日 さいたまスーパーアリーナ
    - BABYMETAL主催の音楽フェス